# Phyllodonta peccataria
Phyllodonta peccataria is een vlinder uit de familie van de spanners (Geometridae). De wetenschappelijke naam van de soort is, als Lycimna peccataria, voor het eerst geldig gepubliceerd in 1916 door William Barnes & James Halliday McDunnough